# 矢野雄彦
矢野 雄彦（やの たけひこ、1983年6月28日 - ）は、日本のサッカー指導者。公認B級コーチ。現役の時のポジションはFW（センターフォワード）、MF（攻撃的MF、守備的MF）、DF(ディフェンダー)。宮崎県宮崎市出身。

## 来歴
日南市在住の小学生4年生の時に、日南少年団（現・吾田Jr.FCエストレーラ）で同級生だった求衛昭紀に誘われサッカーを始める。小学5年生では両親の転勤で、宮崎市内に転校したことをきっかけにあおきSSに移籍、さらに小学6年生では生目台SSSに移籍しともにFWとして活躍する。
中学生では地元の宮崎市立生目台中学校へ進学し、サッカー部に入部する。ポジションは、MFかDFだった。当時の監督は宮崎県サッカー協会第3種委員長の陶山英樹、2つ下には、元日本代表の伊野波雅彦や上田常幸がいる。中学2年生からは、宮崎県のトレセンに選ばれ3年時には韓国遠征も経験した。
高校では県内のサッカー強豪校や東福岡高校からの誘いもあったが、地元の宮崎県立西高等学校に進学し、サッカー部に入部する。高校1年生の新人戦では県で準優勝に貢献し、FWとして大会得点王に輝く。またこの年はナショナルトレセンに選ばれ、1学年上の大久保嘉人などとプレーした。高校2年と3年では宮崎県のトレセンに選ばれ、元サッカー日本代表の伊野波雅彦や元プロサッカー選手の増田誓志などとプレーした。
青山学院大学に進学して4年間プロを目指したが、指導者の道へ進むことを決断し筑波大学大学院へ進む。筑波大学大学院在学中には、両親の仕事に同行しベネズエラに半年間留学している。また在学2年目には風間八宏が監督に就任し、「止める、蹴る」などの指導を学びその後の指導者人生に大きな影響を受ける。
その後、青山学院大学にてサッカー部コーチ兼体育教員として約6年間勤め、この時に福永泰に出会い指導を学んだ。また、6年目は学習院大学や桐蔭横浜大学でも教員として関わりながら、福永の誘いで元サッカー日本代表の名波浩などが運営する SKYサッカーアカデミー の指導にも関わった。
2016年、地元のサッカー指導者の誘いもあり、地元宮崎に帰郷し FC Volaest Miyazaki を設立した。同クラブは「文武両道」を掲げ、県内の進学校へOBを輩出しながらも、設立短期間ながら県外では、熊本県立大津高校、前橋育英高校、国見高校、市立船橋高校、浜松開誠館高校、鹿児島実業高校、県内ではテゲバジャーロ宮崎U18や日章学園、宮崎日大高校、鵬翔高校、宮崎第一高校などのサッカー強豪チームにも選手を輩出している。